# Nils
Nils eller Niels, är ett mansnamn, en nordisk kortform av namnet Nikolaus som har grekiskt ursprung. Nikolaus är bildat av orden Nike 'seger' och laos 'folk'.
Äldsta belägget i Sverige är från år 1455. 
Nils var vanligt som förnamn inom adeln under medeltiden men efterträddes sedan där av Niklas och kom då att övertas av allmogen. Det har sedan alltid varit ett relativt vanligt namn och var det 5:e vanligaste namnet när det infördes i almanackan 1901. Trots att Nikolaus i en eller annan form alltid har funnits som namn den 6 december fick Nils då en egen namnsdag. Namnet är fortfarande bland de 10–15 vanligaste. Vanligaste smeknamnet är Nisse.
Den 31 december 2012 fanns det totalt 138 213 personer i Sverige med namnet, varav 42 117 med det som förstanamn/tilltalsnamn . År 2003 fick 1889 pojkar namnet, varav 260 fick det som tilltalsnamn.
Namnsdag i Sverige: 8 oktober (sedan 1901), innan dess 6 december. I den finlandssvenska namnsdagslängden har Nils namnsdag 6 december sedan starten 1929, då en egen namnsdagskalender togs i bruk för finlandssvenskar.

## Personer med förnamnet Nils
- Nils, dansk kung 1104
- Nils, dansk prins (död c. 1159), son till kung Nils[4]
- Niels Henrik Abel, norsk matematiker
- Nils Adlercreutz, militär och ryttare, OS-guld i fälttävlan, lag 1912
- Nils Ahlroth,  svensk skådespelare, komiker och revyartist
- Nils Ahnlund, svensk historiker och professor, ledamot av Svenska Akademien 1941
- Nils Andersson, svensk folkmusikupptecknare
- Nils Aréhn, svensk skådespelare
- Nils Bejerot, svensk läkare, psykiater och forskare. Även kallats "den svenska narkotikapolitikens fader".
- Nils Bergström, svensk bandyspelare
- Nils Björkander, svensk tonsättare
- Nils Björkegård, trefaldig svensk mästare i Kendo
- Nils Blommér, svensk konstnär (måleri)
- Niels Bohr, dansk atomfysiker
- Nils Bolander, svensk biskop
- Nils Chesnecopherus, svensk ämbetsman
- Nils Claëson, svensk politiker och ämbetsman
- Nils Dacke, småländsk bonde- och upprorsledare.
- Nils Dardel, svensk målare och tecknare
- Nils Edén, svensk politiker och statsminister 1917 - 1920
- Nils Eklund, svensk skådespelare
- Nils Eklöf, svensk friidrottare och boxare
- Nils Ekstam, svensk skådespelare
- Nils Elffors, svensk skådespelare
- Nils-Erik Emilsson, svensk medeldistanslöpare
- Nils Engdahl, svensk sprinter, OS-brons 1920
- Nils-Joel Englund, svensk längdåkare, OS-brons 1936
- Nils Ericson, svensk ingenjör
- Nils Einar Eriksson, svensk funkisarkitekt
- Nils Ferlin, svensk poet
- Niels Ryberg Finsen, dansk läkare och nobelpristagare i medicin
- Nils Flyg, svensk politiker, partiledare för Socialistiska partiet
- Nils-Eric Fougstedt,  finländsk dirigent och tonsättare
- Nils-Olof Franzén, svensk författare
- Nils Granfelt, gymnast, OS-guld i truppgymnastik 1912
- Nils Grevillius, svensk hovkapellmästare, dirigent och musiker
- Nils Gyldenstolpe (1799-1864), Sveriges krigsminister 1853-1858
- Nils Gyldenstolpe (1642-1709), svensk greve, ämbetsman och diplomat
- Nils Philip Gyldenstolpe, svensk greve och ämbetsman
- Nils Hagnell, svensk pedagog och rektor
- Nils Hellsten (gymnast), OS-guld i mångkamp, lag 1908
- Nils Hellsten (fäktare), militär, gymnastikdirektör, tävlingsfäktare, OS-brons 1924
- Nils Herlitz, svensk historiker, jurist och politiker
- Nils von Hofsten, professor i anatomi och zoologi, känd för sitt engagemang inom genetik och rasbiologi, universitetsrektor
- Nils Hultgren, svensk skådespelare
- Nils Hörjel, svensk ämbetsman, landshövding i Malmöhus län 1973-1984.
- Niels Jensen, svensk artist, konstnär och skådespelare
- Niels K. Jerne, dansk immunolog och nobelpristagare i fysiologi eller medicin
- Nils Jerring, svensk skådespelare och regissör
- Nils "Nicke" Johansson, svensk ishockeyspelare
- Niels Juel,  dansk-norsk sjömilitär
- Nils von Kantzow, friherre, militär och gymnast, OS-guld i mångkamp, lag 1908
- Nils Karleby, svensk politiker, ideolog och tidningsman
- Nils ”Mora-Nisse” Karlsson, svensk längdskidåkare, niofaldig vinnare av Vasaloppet, OS-guldmedaljör, bragdmedaljör
- Nils Kyndel,  svensk musiker, kompositör och arrangör
- Nils Landgren, svensk musiker
- Nils Langborn, svensk ämbetsman
- Nils Leander,  svensk skådespelare, gift med Zarah Leander
- Nils Liedholm, svensk fotbollsspelare, OS-guld 1948, VM-silver 1958
- Nils Lilja, svensk botanist, skriftställare, tidningsutgivare och klockare
- Nisse Lind, svensk jazzmusiker, kapellmästare och kompositör
- Nils Lindberg, svensk kompositör, pianist och arrangör
- Nils Linnman, svensk författare, naturkännare och radioman
- Nils Lundgren, svensk nationalekonom och politiker
- Nils Lofgren, amerikansk musiker
- Nils Löwbeer, svensk ämbetsman och generaldirektör
- Nils Lövgren, svensk biskop
- Nils Mesterton, svensk militär och befälhavare för den trupp som öppnade eld och dödade fyra personer vid Ådalshändelserna 1931
- Nils Molander, svensk ishockeyspelare
- Nils Nilsson, svensk ishockeyspelare
- Nils Nordlander, svensk präst
- Nils Ludvig Olsson, svensk författare
- Nils Perne, svensk kompositör, textförfattare och teaterchef
- Nils Poppe,  svensk skådespelare, komiker och teaterdirektör
- Nils Quensel, svensk jurist och statsråd. Indragen i Kejneaffären
- Nils Ragvaldsson, Sveriges ärkebiskop mellan 1438 och 1448
- Nils Ramm, pugilist, OS-silver 1928
- Nils Rohlsson, svensk tennisspelare
- Nils Rosén (fotbollsspelare)
- Nils Gustav Rosén, svensk ämbetsman
- Nils Rosén von Rosenstein, svensk läkare, professor i medicin, och rektor vid Uppsala universitet
- Nils Rundgren, svensk konstnär
- Nils Schumann, tysk friidrottare
- Nils Silfverskiöld (1888-1957), gymnast, OS-guld i truppgymnastik 1912
- Nils Lorens Sjöberg, svensk poet och ledamot av Svenska Akademien 1787 - 1822
- Nils Nilsson Skum, samisk konstnär
- Nils Sterner, svensk arkitekt
- Nils von Steyern, svensk politiker och statsråd
- Nils Stjernquist, svensk statsvetare, professor och universitetsrektor
- Nils Stolpe, finländsk militär och forstmästare
- Nils Storå, finlandssvensk etnolog
- Nils Strindberg, svensk vetenskapsman och fotograf samt medlem av Andrées luftballongsexpedition mot Nordpolen
- Nils Strindlund, svensk politiker och riksdagsman
- Nils Strinning, svensk arkitekt och formgivare
- Nils Petter Sundgren, svensk filmkritiker, programledare och kulturjournalist
- Nils Swedlund,  svensk general och överbefälhavare 1951-1961
- Jacob Nils Tersmeden,  svensk godsägare, diplomat, kammarherre och politiker
- Nils Thedin, chef inom den kooperativa rörelsen i Sverige och verksam inom Unicef och Rädda barnen
- Nils Torvalds,  finlandssvensk journalist
- Nils Täpp,  svensk längdskidåkare, OS-guld 1948
- Nils L. Wallin, svensk musikadministratör och musikforskare.
- Nils Widforss, militär, direktör och gymnast, OS-guld i mångkamp, lag 1908
- Nils Wohlin, svensk politiker och statsråd
- Nils Vult von Steyern, f.d. statsråd, justitieråd, riksmarskalk
- Nils G. Åsling, svensk politiker och statsråd
- Nils Östensson,  svensk längdskidåkare, OS-guld 1948

## Fiktiva personer med förnamnet Nils
- Nils Galilé, en hästskojare som uppträder i Fritiof Nilsson Piratens romansvit som inleds med  Bombi Bitt och jag från 1932.
- Nils Holgersson – titelfigur i Selma Lagerlöfs läsebok för folkskolan från 1906-1907
- Nils Karlsson Pyssling – Barnboksfigur skapad av Astrid Lindgren 1949.
- Niels Lyhne, titelperson i J.P. Jacobsens roman från 1880